# 并州饭店
37°51′33″N 112°33′57″E / 37.85921°N 112.56583°E
并州饭店，位于中华人民共和国山西省太原市迎泽区迎泽街道并州路一社区迎泽大街118号，是太原市文物保护单位。

## 特点
并州饭店由山西省建筑设计院设计，分东、南、西三栋楼，分别于1956年、1958年、1960年建成并投入使用。并州饭店是太原市政治、经济、文化及外事活动的重要场所，曾先后接待过陈毅、彭真、郭沫若、薄一波等政要。东、南、西三楼均为东西走向，砖混结构，占地面积3708平方米。东楼门上置薄一波题“并州饭店”匾额。2011年12月，太原市人民政府公布其为第三批市级文物保护单位。
其著名山西风味菜肴有并州火锅、过油肉等。2019年5月，山西省商务厅公示了首批“三晋老字号”名单，其中包括并州饭店通过审核进行公示。

## 周围建筑
- 五一广场 (太原市)
- 纯阳宫 (太原)
- 山西省艺术博物馆
- 五一百货大楼